# Parque Guarapiranga
O Parque Guarapiranga é um parque municipal localizado às margens da Represa de Guarapiranga, no distrito de Jardim São Luís, na zona sul do município de São Paulo, no estado de São Paulo, no Brasil. Ocupa uma área de 152 600 metros quadrados e fica numa das margens da Represa de Guarapiranga.

## Topônimo
O topônimo "Guarapiranga" é derivado do termo tupi antigo gûarapiranga, que significa "guarás vermelhos" (gûará, guarás + pirang, vermelho + a, sufixo). O guará é uma ave que nasce preta e que vai se tornando vermelha à medida em que cresce.